# Liam Gibbs
Liam Gibbs, né le 16 décembre 2002 à Bury St Edmunds en Angleterre, est un footballeur anglais qui joue au poste de milieu central à Norwich City.

## Biographie

### Ipswich Town
Né à Bury St Edmunds en Angleterre, Liam Gibbs est formé par Ipswich Town. Le 12 novembre 2019, Gibbs joue son premier match en équipe première, lors d'une rencontre de EFL Trophy contre le Colchester United. Il entre en jeu et son équipe s'incline par un but à zéro,. Le 16 décembre 2019, jour de ses 17 ans, Gibbs signe son premier contrat professionnel avec Ipswich. Il est alors lié au club jusqu'en juin 2021.

### Norwich City
Le 23 juillet 2021, Liam Gibbs rejoint Norwich City. Il signe un contrat courant jusqu'en juin 2025 et est dans un premier temps intégré à l'équipe réserve du club.
Le 7 avril 2023, Gibbs inscrit son premier but pour Norwich, lors d'une rencontre de championnat face au Blackburn Rovers FC, en championnat. Titulaire, il ouvre le score et participe à la victoire de son équipe (0-2 score final),. 